# クンピア・トゥルジー
クンピア・トゥルジー（ルーマニア語: Câmpia Turzii、Cîmpia Turzii、ドイツ語名：イェリシュマルクト（Jerischmarkt）、ハンガリー語名：アラニョシュジェーレシュ（Aranyosgyéres））は、ルーマニアのクルジュ県に属する都市。1925年にギリシュ（ハンガリー語名：アラニョシュジェーレシュ）とスンクライ（同：セントキラーリ（Szentkirály））の2つの村が合併して生まれた。
1219年に書かれた文献には、スンクライ村が“villa Sancti Regis”（聖なる王の村 の意）の名で登場する。「聖なる王」とは、この時代に神聖視されていたイシュトヴァーン1世とラースロー1世のことで、ラースロー1世はこの地でクマン人の反乱に幾度か遭った。一方、ギリシュ村は1292年の文献が初出で、“Terra Gerusteleke”（Gerustelekeとは「Gerusの小さな土地」の意）として見える。
1601年8月9日にはミハイ勇敢公がこの地でジョルジオ・バスタの刺客により殺された。
現在ではルーマニア空軍の第71航空基地が置かれ、2008年のNATOサミットの際にはアメリカ空軍の第323航空遠征部隊が駐屯したほか、イギリスのレイクンヒース空軍基地からF-15戦闘機が遣わされた。

## 人口動態
この街の直近の民族構成は以下の通り
- ルーマニア人 - 87.14%
- ハンガリー人 - 7.97%
- ロマ - 4.57%
- その他 - 0.32%

1850年には、ルーマニア人が49%、ハンガリー人が40%、ロマが10%を占めていた。
1784年からの人口の推移は以下の通り
- 1784年 - ギリシュ：565人 スンクライ：472人
- 1850年 - ギリシュ：1168人 スンクライ：487人
- 1910年 - ギリシュ：1815人 スンクライ：704人
- 1930年 - 4124人
- 1948年 - 6310人
- 1956年 - 1万1518人
- 1977年 - 2万2418人
- 2000年 - 2万9852人